# Spoorlijn Utrecht - Boxtel
Lijn H of Staatslijn H is de volgens Wet op de Aanleg van Staatsspoorwegen aangelegde spoorweg tussen Utrecht en Boxtel, waar deze aansluit op de Staatslijn E, de spoorlijn van Breda over Eindhoven en Venlo naar Maastricht. De spoorlijn maakt deel uit van de eerste Staatsaanleg van spoorwegen in Nederland. Het tracé kruist drie grote rivieren en was enkele jaren de enige verbindende schakel tussen de twee, door deze rivieren gescheiden, delen van het Nederlandse spoorwegnet.

## Geschiedenis
De spoorlijn werd aangelegd om een verbinding te vormen tussen de spoorwegnetten ten noorden en ten zuiden van de grote rivieren van Nederland. Door de kostbare overbruggingen die nodig waren ontbrak een spoorwegverbinding tussen noord en zuid. In eerste instantie zou de spoorlijn bij Maarsbergen van de Rhijnspoorweg afsplitsen en via Amerongen en Tiel naar 's-Hertogenbosch en Boxtel lopen. Later werd besloten de lijn via Culemborg en Zaltbommel aan te leggen.
De spoorlijn werd in fasen geopend:
- 1 januari 1868: Vught - Boxtel
- 1 november 1868: Utrecht SS - Waardenburg
- 1 november 1868: 's-Hertogenbosch - Vught
- 1 november 1869: Waardenburg - Hedel
- 15 september 1870: Hedel - 's-Hertogenbosch

In Boxtel sluit de lijn aan op de enkele jaren eerder geopende Staatslijn E, de spoorlijn van Breda over Eindhoven en Venlo naar Maastricht.
De spoorbruggen over grote rivieren kwamen over de Lek bij Culemborg (1868), over de Waal bij Zaltbommel (1869) en over de Maas bij Hedel (1870). De brug over de Lek had bij de opening de langste brugoverspanning in Europa.
Samen met de Staatslijn E vormde de spoorlijn sinds de opening de belangrijkste spoorwegverbinding tussen de Randstad en Zuid-Nederland. De exploitatie op deze staatslijnen werd verricht door de Maatschappij tot Exploitatie van Staatsspoorwegen. Tot 1885 was er sprake van enkelspoor. Daarna werd het grootste deel van de lijn dubbelspoor. 
In 1917 werd samen met de Hollandsche IJzeren Spoorweg-Maatschappij de belangenmaatschap Nederlandse Spoorwegen opgericht. Vanaf 1920 werden beide bedrijven in elkaar geschoven en werd het Nederlandse spoorwegnet door één bedrijf geëxploiteerd. Op 1 januari 1938 volgde de oprichting van de N.V. Nederlandsche Spoorwegen. Dat jaar werd de spoorlijn Utrecht - 's-Hertogenbosch - Eindhoven, als onderdeel van het zogenaamde Middennet, geëlektrificeerd.
In 2001 werd de tramlijn Houten - Houten Castellum parallel aan de Staatslijn aangelegd. Met de aanleg van de tramlijn kreeg de nieuwbouwwijk Houten Zuid een spoorverbinding. De keuze voor een tramlijn werd ingegeven doordat er door de drukke dienstregeling op de Staatslijn geen extra stop in te plannen was. In 2007 werd begonnen met de spoorverdubbeling tussen Utrecht en Houten Castellum in het kader van het project Randstadspoor. Vanwege de werkzaamheden werd het tijdelijke tramstation Houten Castellum eind 2008 gesloten om plaats te maken voor de spoorverdubbeling.

### Spoorverdubbeling

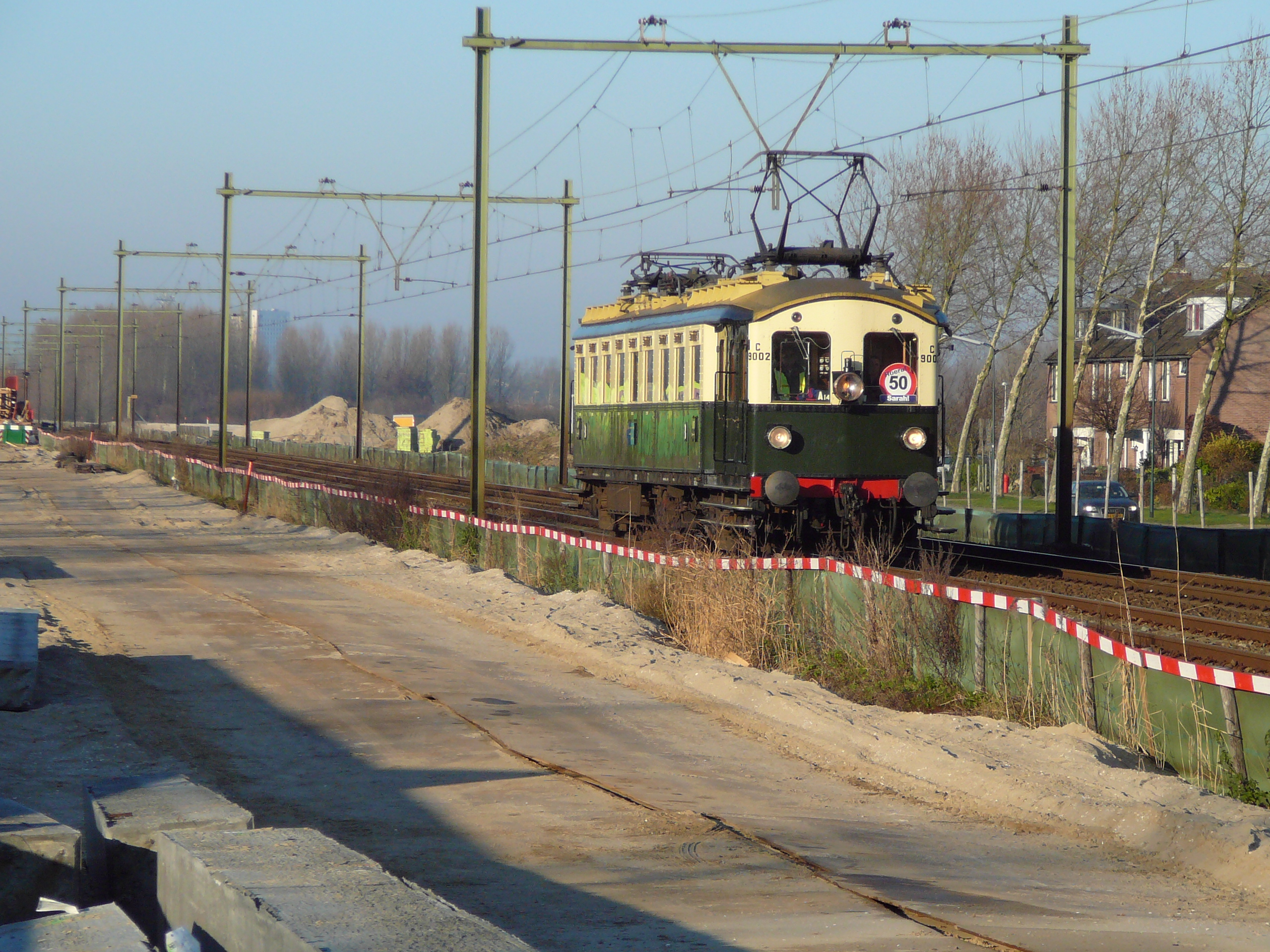
Mat '24 museumwagen 'Jaap' is op 16 december 2007 onderweg van Haarlem naar Heerlen en passeert hierbij de werkzaamheden rondom de spoorverdubbeling bij Houten.

Om de capaciteit van de lijn te verhogen is ProRail in 2007 begonnen met de spoorverdubbeling van het traject Utrecht Centraal - Houten Castellum. In de eerste fase is het spoor in Houten verdubbeld, tussen de Fortweg, ten zuiden van de A12 en de brug over het Amsterdam-Rijnkanaal. De stations Houten en Houten Castellum zijn vervangen door nieuwe stations met eilandperrons. Intercitytreinen kunnen in Houten de stoptreinen inhalen. Hierdoor is in de dienstregeling ruimte ontstaan om treinen te laten stoppen in Houten Castellum. Het in 2001 als tramlijn in gebruik genomen derde spoor is in de viersporigheid geïntegreerd.
In de tweede fase werd ook het resterende traject tussen Utrecht en Houten verdubbeld, hierbij werd het nieuwe station Utrecht Vaartsche Rijn gebouwd, kwamen er dive-unders bij de aansluiting met de spoorlijn Utrecht - Arnhem, en werd station Utrecht Lunetten vervangen door nieuwbouw. Deze fase werd afgerond in mei 2016. Intercitytreinen kunnen vanaf dat moment tussen Utrecht Centraal en Houten Castellum Sprinters en goederentreinen inhalen.

## Stations en gebouwen
Langs de eerste staatslijnen verschijnen tussen 1860 en 1865 de standaardstations van de Staatsspoorwegen, de zogenaamde Waterstaatstations. Omdat Staatslijn H enkele jaren later wordt aangelegd, verschijnen hier nieuwe types standaardgebouwen. In Houten, Schalkwijk, Kuilenburg, Geldermalsen en Waardenburg verschijnen in 1867 en 1868 de kleine gebouwen die als nieuw type Vijfde Klasse kunnen worden gezien. Hedel en Vught krijgen een stationsgebouw dat beschouwd kan worden als de nieuwe uitvoering van het type Vierde Klasse. In Zaltbommel verschijnt een grotere uitvoering van dit type.
In Utrecht verschijnt in 1866 een relatief klein stationsgebouw. In 1874 wordt dit gebouw alweer gesloten en rijden de treinen naar het gezamenlijke station van de NRS en NCS, het latere Centraal Station. Het gebouw bleef in gebruik, onder andere als magazijn. In december 1944 brandt het af en worden de restanten gesloopt. In 's-Hertogenbosch wordt een laag stationsgebouw van hout en cement gebouwd vanwege de beperkingen van de Vestingwet. In Boxtel was al een Waterstaatstation van het type Vierde Klasse aanwezig.

### Vervanging stationsgebouwen in de 19e eeuw

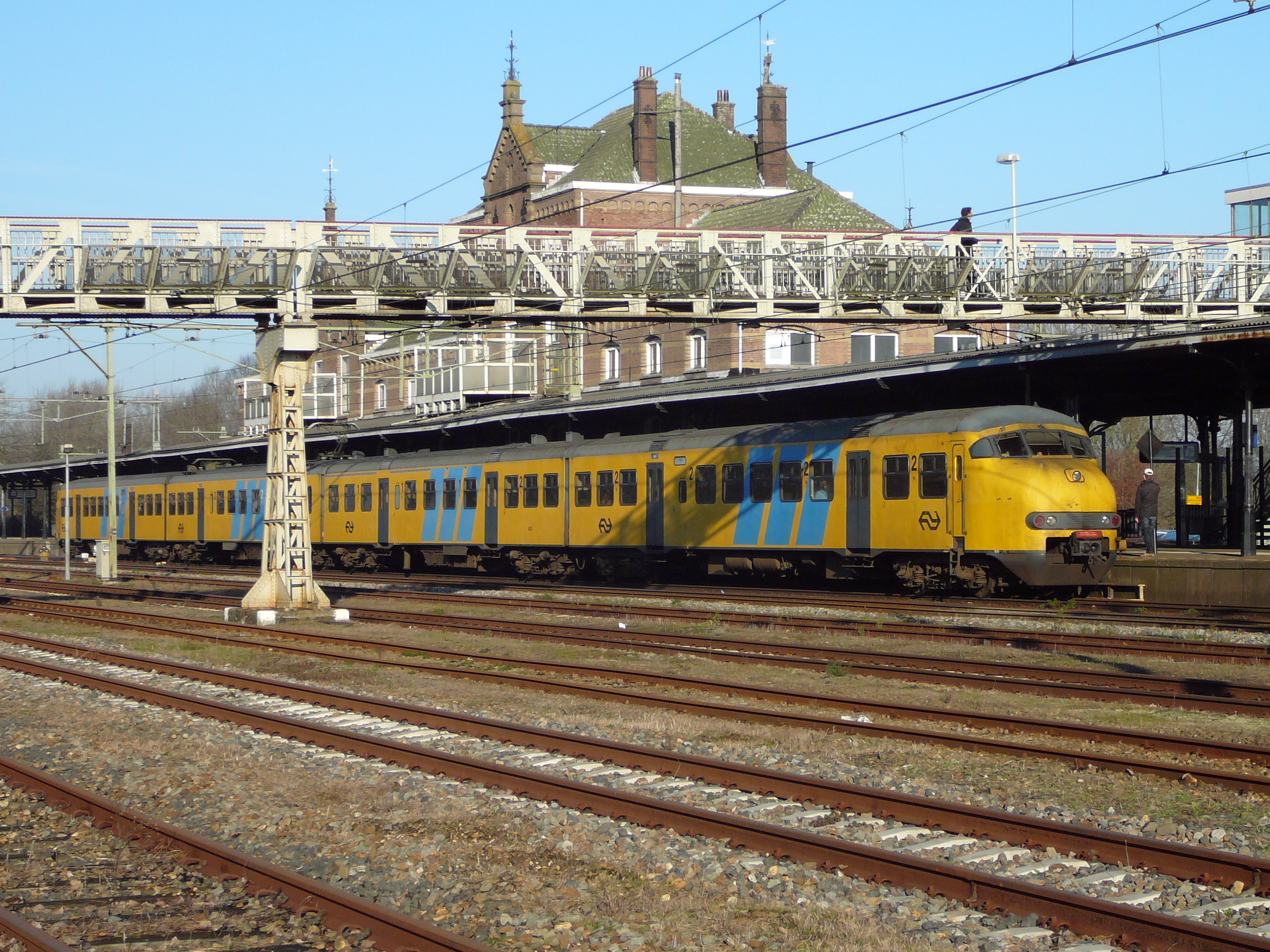
Plan T treinstel 502, destijds het oudste treinstel van de NS, is op 16 december 2007 onderweg van Utrecht Centraal naar Tiel. Op de achtergrond het stationsgebouw van Geldermalsen.

Boxtel krijgt al in 1872 een nieuw stationsgebouw. Het station wordt een eilandstation en het gebouw krijgt een hoog middendeel en twee lange vleugels. Enkele jaren later wordt het gebouw nog verder verlengd. Ook Geldermalsen krijgt in 1884 een groot eilandstation. Voornaamste reden was dat het station vanaf dat jaar een belangrijk overstapstation is geworden door de kruising met de Betuwelijn. Beide oorspronkelijke stationsgebouwen worden na het gereedkomen van de nieuwbouw gesloopt.
In 1896 wordt het eenvoudige stationsgebouw van 's-Hertogenbosch vervangen door een monumentaal bakstenen gebouw naar ontwerp van Eduard Cuypers. Het gebouw wordt een paar honderd meter zuidelijker gebouwd, en de sporen werden wat westelijker gelegd. Belangrijkste reden was het aanzicht van het gebouw vanuit de binnenstad. Men liep voortaan rechtstreeks vanuit de stad rechtuit het station in. Het gebouw was 140 meter lang en gebouwd in neorenaissance stijl.

### Sluiting en vervanging van stations
Door de economische situatie, de introductie van nieuwe vervoermiddelen en versnelling van de treindiensten wordt in de jaren 30 een groot aantal spoorlijnen en stations gesloten. Langs Staatslijn H blijven eind jaren 30 alleen de stations Culemborg, Geldermalsen, Zaltbommel, 's-Hertogenbosch en Vught in gebruik. De stationsgebouwen van Schalkwijk, Waardenburg en Hedel worden na de Tweede Wereldoorlog gesloopt. Het gebouw van Houten blijft bewaard. Omdat het gebouw bij de spoorverdubbeling in de weg stond, werd het in 2007 verplaatst naar een locatie 150 meter zuidelijker langs het spoor.
Nadat het tweede station van 's-Hertogenbosch tijdens de Tweede Wereldoorlog zwaar beschadigd was geraakt, werd het niet meer hersteld. In 1951 worden de restanten vervangen door een bescheiden, modern gebouw naar ontwerp van architect Sybold van Ravesteyn. De oorspronkelijke perronoverkapping is hierbij behouden. Ook een paar karakteristieke kunstwerken van het tweede stationsgebouw worden bewaard. In 1998 wordt het gebouw alweer vervangen door nieuwbouw. Het station bestaat voornamelijk uit de passage -Passerelle- boven de sporen, die de feitelijke stationshal en de toegang tot de perrons vormt. De oude overkapping blijft opnieuw grotendeels bewaard. Het derde stationsgebouw wordt gesloopt.
Ondertussen krijgt Culemborg in 1974 een nieuw stationsgebouw van twee verdiepingen, datzelfde jaar wordt het oude gebouw gesloopt. In 1982 kreeg Houten een nieuw station dat onderdeel uitmaakte van het nieuwe centrum dat Houten toen als groeikern bouwde (dit station is rond 2007 weer vervangen door een groter en hoger liggend station). In 1984 krijgt ook Zaltbommel een nieuw stationsgebouw. Het nieuwe gebouw komt 700 meter dichter bij de stad te liggen. Het oude stationsgebouw wordt gesloopt. In 1998 wordt ook het stationsgebouw van Boxtel gesloopt. Het gebouw maakt plaats voor de uitbreidingen die te maken hebben met de spoorverdubbelingen tussen de plaats en Eindhoven. In 2000 verschijnt een klein stationsgebouw op het voorplein en komt er een glazen luchtbrug over de sporen.

### Nieuwe stations
In 1980 wordt de voorstadshalte Utrecht Lunetten geopend. In 1992 wordt een keet voor de kaartverkoop bij de halte geplaatst. Omdat Houten in de jaren zeventig als groeikern was aangewezen, steeg het inwonertal gestaag. Om deze reden werd in 1982 opnieuw een station in de plaats geopend. Het wordt een viaductstation dat geïntegreerd is in de bebouwing van het nieuwe centrum.
In 2001 wordt de voorstadshalte Houten Castellum geopend. Omdat de krappe dienstregeling geen stop van de reguliere stoptreinen mogelijk maakt, wordt de halte met een aparte tramlijn vanuit Houten bediend. Eind 2008 is de halte gesloten om de aanleg van de spoorverdubbeling mogelijk te maken. Deze spoorverdubbeling, alsmede de nieuwe stations Houten en Houten Castellum was eind 2010 gereed. Tot 2010 reed er een busdienst tussen Houten en Houten Castellum.

## Treindienst
De Staatslijn is vanaf het begin een belangrijke schakel tussen de steden in de noordelijke Randstad enerzijds en steden in Brabant en Limburg anderzijds. Over het traject rijdt dan ook sinds jaar en dag een groot aantal doorgaande treinen. De meeste treinen rijden vanuit Amsterdam via de Rhijnspoorweg en de Staatslijn naar Eindhoven. Vanuit Eindhoven wordt in eerste instantie over Staatslijn E naar Venlo en Maastricht gereden. Pas in 1913 wordt de verbinding tussen Eindhoven en Weert in gebruik genomen en rijden de doorgaande treinen over de nieuwe route. Na de elektrificatie van het traject Amsterdam - Eindhoven 25 jaar later, wordt de treindienst tussen beide steden geïntensiveerd. Ook gaan er rechtstreekse treinen vanuit Rotterdam en Den Haag via Utrecht naar Eindhoven rijden.
In 1960 wordt de frequente rechtstreekse sneltreindienst tussen Amsterdam en Maastricht in gebruik genomen. In Eindhoven wordt een cross-platform-overstap geboden op de treinen vanuit Den Haag en Rotterdam naar Venlo. In de winterdienst van 1961 wordt de treindienst van Amsterdam doorgetrokken naar Zandvoort. Op het station van Zandvoort kunnen de treinen makkelijker kopmaken en rangeren dan op het nabijgelegen station Haarlem. De stoptreinen rijden het grootste deel van de jaren 60 het ene uur vanuit Den Haag/Rotterdam naar Eindhoven en het andere uur van Amsterdam via 's-Hertogenbosch naar Roosendaal. In 's-Hertogenbosch wordt vervolgens een overstap geboden op de stoptrein Nijmegen - Eindhoven.

### Spoorslag '70
Met de invoering van de nieuwe consequente dienstregeling bij Spoorslag '70 werd de frequentie van de treindienst op het traject verdubbeld. Voortaan rijdt het ene halfuur een intercity tussen Zandvoort en Maastricht en het andere halfuur een intercity tussen Zandvoort en Heerlen. De stoptreinen rijden eenmaal per uur vanuit Den Haag/Rotterdam naar Eindhoven en eenmaal per uur tussen Utrecht en Eindhoven. Daarnaast rijdt eenmaal per uur een stoptrein van Utrecht via Geldermalsen naar Tiel en Arnhem/Nijmegen. In 1978 wordt het traject Geldermalsen - Tiel geëlektrificeerd en wordt de stoptreindienst geknipt in Tiel. Buiten de spits blijven deze treinen vooralsnog eenmaal per uur rijden. In de loop van de jaren 80 wordt dit een halfuursdienst en rijdt er tussen Utrecht en Geldermalsen elk half uur een stoptrein. In de loop van de jaren zeventig worden de meeste rechtstreekse stoptreinen uit Rotterdam en Den Haag ingekort tot Utrecht - Eindhoven. In de spits rijden lange tijd nog wel enkele doorgaande stoptreinen.

### IC '90
In 1991 worden de zogenaamde IC '90 treindiensten geïntroduceerd. Hierbij gaan er in de spits, op zaterdagochtend en zondagavond rechtstreekse intercity's tussen Eindhoven en Zwolle rijden. Een groot deel van de treinen heeft uiteenlopende begin- en eindpunten als Leeuwarden, Groningen, Horst-Sevenum, Weert, Roermond, Maastricht en Heerlen. Met de komst van de treinen wordt op de genoemde tijdstippen elk kwartier een intercitydienst op de Staatslijn aangeboden.

### Inkorting en verschuiving treindiensten
In 1995 wordt de intercitydienst op het traject ingekort. Voortaan rijdt eenmaal per uur een intercity tussen Haarlem en Maastricht en eenmaal per uur een intercity tussen Haarlem en Eindhoven. Drie jaar later gaan de IC '90 treinen tussen Amsterdam en Eindhoven rijden. De zuidelijke uitschieters naar onder andere Maastricht blijven bestaan. De treinen rijden voortaan tussen Utrecht en Eindhoven ook buiten de spits. Eveneens in 1998 wordt de stoptreindienst gewijzigd. Voortaan rijdt er elk half uur een stoptrein van Utrecht naar Geldermalsen, hier wordt de trein gesplitst in een deel naar 's-Hertogenbosch en een deel naar Tiel. Tussen 's-Hertogenbosch en Eindhoven rijdt eenmaal per uur een aparte stoptrein. Tussen Utrecht en Geldermalsen rijdt behalve op zondag elk half uur een extra stoptrein.
In december 2003 wordt de intercitydienst Haarlem - Eindhoven weer doorgetrokken naar Heerlen. De stoptreindienst tussen 's-Hertogenbosch en Eindhoven gaat tweemaal per uur rijden en wordt doorgetrokken naar Deurne. Twee jaar later gaan de voormalige IC '90 treinen elk halfuur op het traject Schiphol - Utrecht - Eindhoven rijden. In de spits wordt nog altijd doorgereden naar Maastricht.

### Dienstregeling 2007
Met de grootschalige wijzigingen bij het invoeren van de dienstregeling 2007 verandert ook de treindienst op de staatslijn drastisch. De treindienst Schiphol - Utrecht - Eindhoven (- Maastricht) blijft vrijwel ongewijzigd. De intercity's naar Limburg rijden voortaan gekoppeld. Hierbij rijdt elk half uur een treindeel naar Maastricht en een deel naar Heerlen. Van maandag tot en met zaterdag rijden de treinen vanuit Alkmaar, in de spits rijden de treinen van en naar Schagen. Op zondag en 's avonds rijden de treinen vanuit Amsterdam.
De stoptreinen rijden vanaf de invoering van de dienstregeling 2007 weer gescheiden van elkaar. Elk half uur rijdt een stoptrein tussen Utrecht en Tiel en een stoptrein tussen Utrecht en 's-Hertogenbosch. De stoptreinen tussen 's-Hertogenbosch en Eindhoven pendelen voortaan tussen beide steden. Gelijktijdig wordt de stoptreindienst tussen Utrecht en 's-Hertogenbosch doorgetrokken naar Breda.

### Dienstregeling 2018
Met de invoering van Programma Hoogfrequent Spoorvervoer/ETMET is de treindienst aanzienlijk geïntensiveerd op de staatslijn. Tussen Utrecht Centraal en Eindhoven rijdt nu maandag tot met zondag overdag iedere 10 minuten een Intercity, gevormd door de Intercity's van Alkmaar/Schagen/Den Helder naar Maastricht, van Enkhuizen naar Heerlen en van Schiphol Airport naar Venlo. In de vroege ochtend, avonduren en zondagochtend rijden de Intercity's ieder kwartier, namelijk van Enkhuizen naar Maastricht (serie 2900) en van Schiphol Airport naar Venlo.
Tussen Utrecht Centraal en Houten Castellum rijdt maandag tot en met vrijdag in de spits iedere 10 minuten een sprinter. Dit wordt vormgegeven door de drie sprinterdiensten (Den Haag Centraal-) Utrecht Centraal - Den Bosch (serie 6900), (Woerden-) Utrecht Centraal - Tiel (serie 6000) en Utrecht Centraal-Houten Castellum (serie 6500). Die laatste dienst stopt in de spitsrichting (ochtend richting Utrecht, middag richting Houten) overal en in de tegen-spitsrichting nergens onderweg. Buiten de spits wordt er in een 19/11 cadans gereden met de sprinters (Woerden-) Utrecht - Tiel en (Den Haag C-) Utrecht - Den Bosch.

## Materieelinzet
Net als op elke 19e-eeuwse Nederlandse spoorlijn wordt de dienstregeling in eerste instantie uitgevoerd met stoomtractie. In 1934 worden in de sneltreindienst tussen Utrecht en Eindhoven de Dieseldrieën geïntroduceerd. Na de elektrificatie van de Staatslijn, vier jaar later, gaat het moderne elektrische stroomlijnmaterieel op het traject rijden. In eerste instantie werd het Materieel '36 ingezet. In de doorgaande treindiensten naar Limburg wordt nog met stoomtractie gereden. In de jaren na de Tweede Wereldoorlog wordt de treindienst overgenomen door het Materieel '46. De oude Blokkendozen gaan in de stoptreindiensten rijden. Halverwege de jaren 50 verdwijnen de Blokkendozen en wordt het nieuwe Materieel '54 op de spoorlijn geïntroduceerd. Vanaf 1961 worden de rechtstreekse sneltreinen tussen Amsterdam en Maastricht met getrokken materieel gereden. De treindienst was tijdens de zomerdienst dat jaar gekoppeld aan de treindienst van Venlo via Eindhoven en Rotterdam naar Amsterdam. Daarna gaan de treinen vanuit Zandvoort rijden. Enkele treinen, waaronder de zaterdagse Valkenburg-expressen worden nog wel met stroomlijnmaterieel gereden. Het Materieel '46 blijft daarnaast de stoptreinen op het traject rijden.

### Spoorslag '70
Bij de invoering van het nieuwe product 'intercity' wordt een aantal materieelsoorten aangewezen om deze treindiensten te rijden. De getrokken treinen tussen Zandvoort en Limburg worden voortaan gereden met Plan E rijtuigen later aangevuld met rijtuigen plan W, voornamelijk getrokken door elektrische locomotieven van de serie 1200. Het laatste stroomlijnmaterieel verdwijnt in 1970 uit de doorgaande treinen op het traject. Het Materieel '46 blijft wel de meeste stoptreinen op het traject rijden. Met het doortrekken van de stoptreinen van de oostelijke Betuwelijn naar Utrecht verschijnt er na ruim 30 jaar ook weer dieselmaterieel op het traject Utrecht - Geldermalsen. In deze treindienst worden de motorrijtuigen en treinstellen Plan X ingezet. Met de elektrificatie van het traject Geldermalsen - Tiel in 1978 wordt de treindienst in Tiel geknipt en wordt de stoptreindienst tussen Utrecht en Tiel gereden met elektrische treinstellen, voornamelijk Plan V. Het dieselmaterieel is dan nog niet helemaal verdwenen van de staatslijn. Nog enkele jaren rijdt in de ochtendspits een rechtstreekse trein van Utrecht via Geldermalsen en de westelijke Betuwelijn naar Dordrecht.

### Nieuw materieel en nieuwe diensten
In 1981 en 1982 wordt het materieel in de getrokken treinen vervangen door de nieuwe intercityrijtuigen. De tractie wordt voortaan verzorgd door de nieuwe locomotieven van de serie 1600. Een jaar later wordt het laatste Materieel '46 buiten dienst gesteld. De stoptreindiensten worden overgenomen door het Materieel '54 en Materieel '64 dat vanaf eind jaren 70 ook al tussen Utrecht en Tiel rijdt. Het Materieel '54 rijdt tot mei 1994 in de stoptreindiensten. Hierna verschijnt ook het Stadsgewestelijk Materieel en Dubbeldeks aggloregiomaterieel. Het Materieel '64 blijft echter het belangrijkste deel van de stoptreinen rijden. Met het wijzigen van de stoptreindiensten in 1998 krijgt het Materieel '64 weer vrijwel alleenheerschappij in de verschillende stoptreindiensten op het traject.
In de zogenaamde IC '90 treinen tussen Eindhoven en Zwolle worden verschillende materieelsoorten ingezet. Zo verschijnen na ruim 30 jaar tussen de getrokken intercity's ook intercity's met Materieel '54 en ICM-treinstellen. Later wordt ook het Dubbeldeks interregiomaterieel ingezet. Het ICM verdwijnt aan het begin van de eeuw uit de meeste treindiensten en met het wijzigen van de treindienst in een intercitydienst tussen Amsterdam, later Schiphol en Eindhoven wordt een groot deel van de intercity's gereden met getrokken materieel. In de eerste jaren van de 21e eeuw neemt het DD-IRM ook een aantal treindiensten tussen Haarlem en Maastricht/Heerlen over.

### Dienstregeling 2007
Met de invoering van de nieuwe dienstregeling 2007 verdwijnt in één klap al het getrokken materieel uit de intercity's tussen de noordelijke Randstad en Zuid-Limburg. Alle treindiensten worden overgenomen door het VIRM. In de intercitydiensten tussen Schiphol en Eindhoven wordt een aantal treinen met Intercityrijtuigen gereden. Het Materieel '64 blijft tot 2010 de stoptreinen op het traject rijden, daarna rijden de stoptreinen/sprinters tussen 's-Hertogenbosch en Eindhoven gemengd met Stadsgewestelijk Materieel en Dubbeldeksaggloregiomaterieel. De sprinters tussen Utrecht en 's-Hertogenbosch/Tiel wordt uitgevoerd met de SLT.

## Trivia
Tussen 1969 en 1986, vonden op het traject Utrecht-Den Bosch, voor de spoorwegbegrippen van die tijd, veel vernieuwingen in een betrekkelijk korte periode plaats. 

### Jaren '70
Tussen 1969 en 1973 werd de uitbreiding van het station Utrecht CS in het eveneens nieuwe Hoog Catharijnecomplex gerealiseerd met onder andere een nieuwe stationshal, een nieuwe traverse met roltrappen, en een nieuw perron. Zowel de Intercitytreinen op de spoorlijn Utrecht - Boxtel als de stoptreinen maakten gebruik van dit nieuwe perron. Zoals hierboven aangegeven kreeg in 1974 station Culemborg een nieuw station. In 1976 werd er een nieuwe Schalkwijkse spoorbrug in gebruik genomen vanwege de verbreding van het Amsterdam-Rijnkanaal, de Hedelse spoorbrug over de Maas werd in 1978 dubbelsporig door een tweede brug. In datzelfde jaar konden, door de elektrificatie van het traject Geldermalsen-Tiel, de dieseltreinen op het traject Utrecht-Geldermalsen die naar Tiel doorreden (grotendeels) vervangen worden door elektrische treinen.

### Jaren '80
In 1980 werd in de Utrechtse nieuwbouwwijk Lunetten een station geopend. De groeikern Houten kreeg twee jaar later in 1982, een nieuw station. Het betrof een heropening op een noordelijker gelegen locatie na de sluiting in 1934. Zaltbommel kreeg in 1984 een nieuw vervangend station. Zoals aangegeven werden in de periode 1980-1982 de intercity's op dat traject van nieuw materieel voorzien. Bovendien werd in 1983 de spoorbrug over brug over de Lek bij Culemborg vervangen door een nieuw exemplaar. Ten slotte werd in 1986 pal bij het station Lunetten uit 1980 de A27 aldaar in gebruik genomen. Het spoorwegviaduct dat direct aansluit op het station Lunetten ging over die nieuwe autosnelweg.

## Foto's

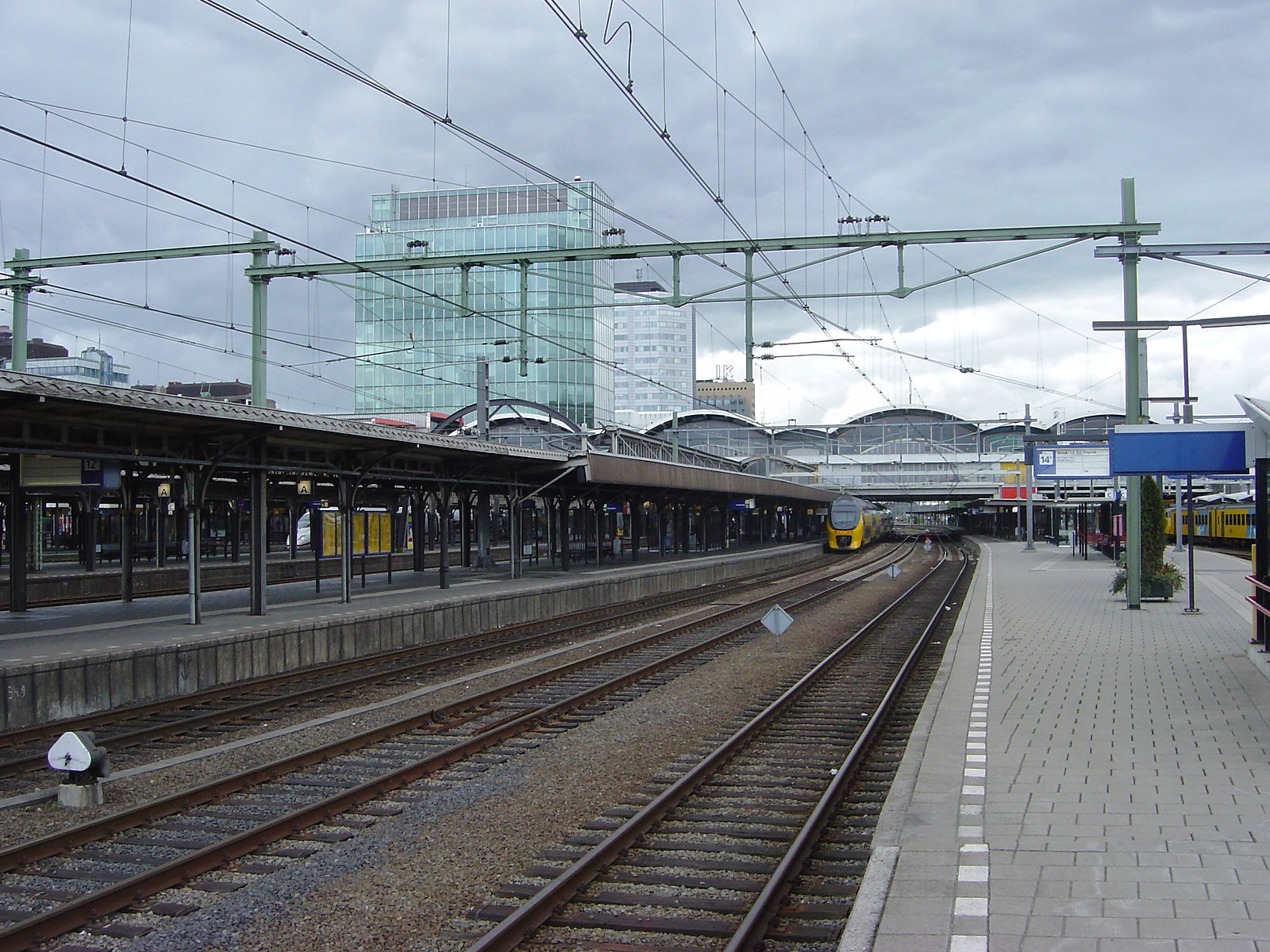
Station Utrecht Centraal
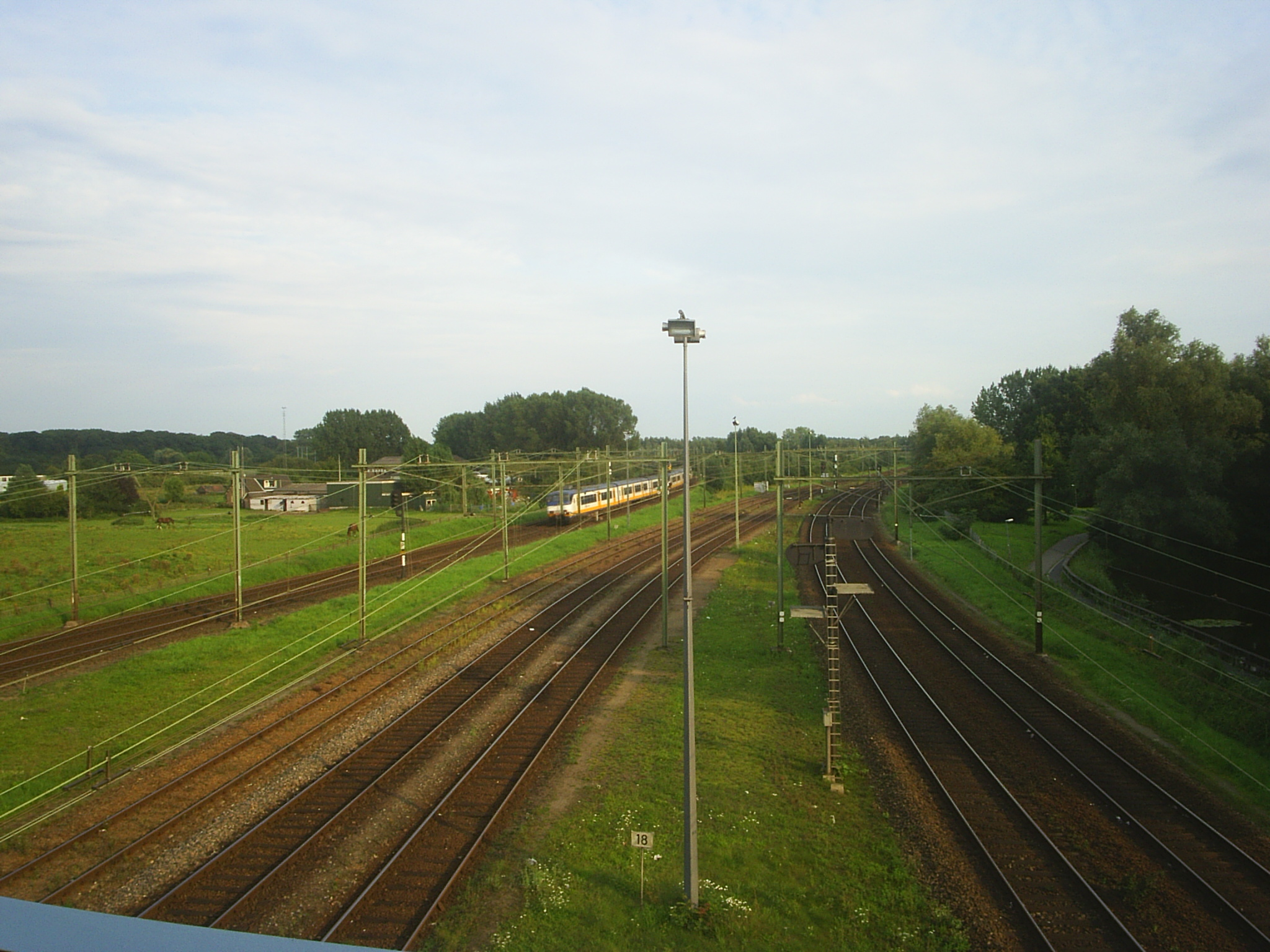
Splitsing van de Rhijnspoorweg (links) en Staatslijn H
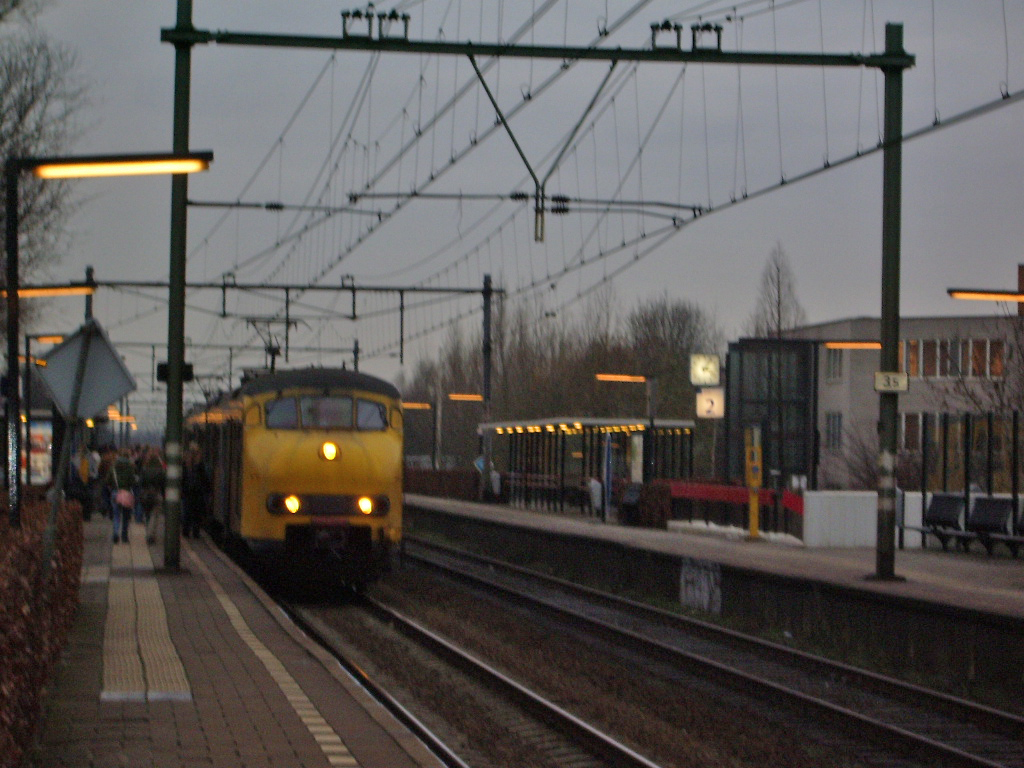
Station Utrecht Lunetten
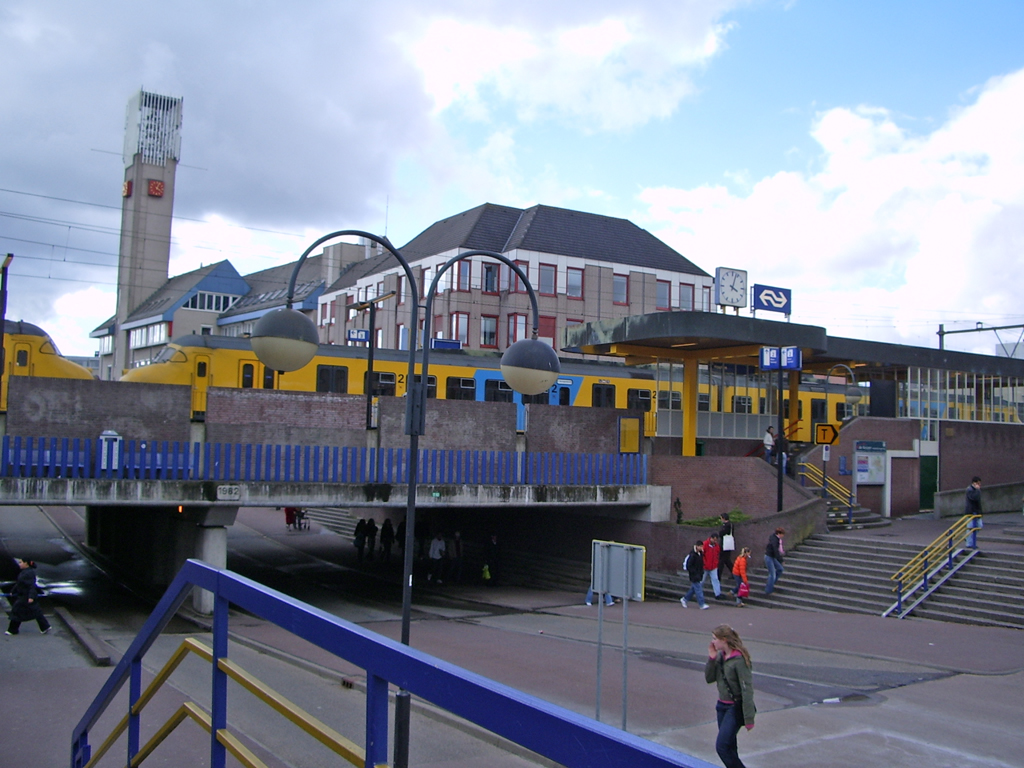
Station Houten (2006)
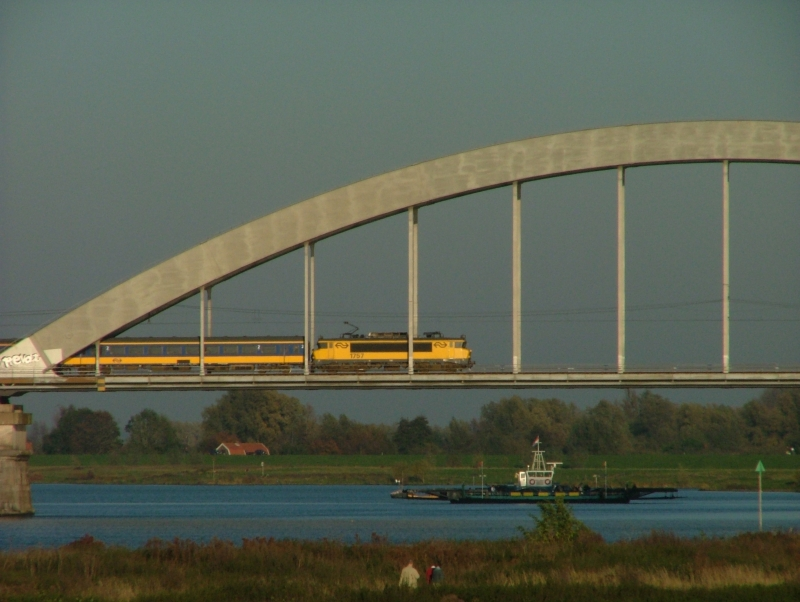
Lekbrug bij Culemborg
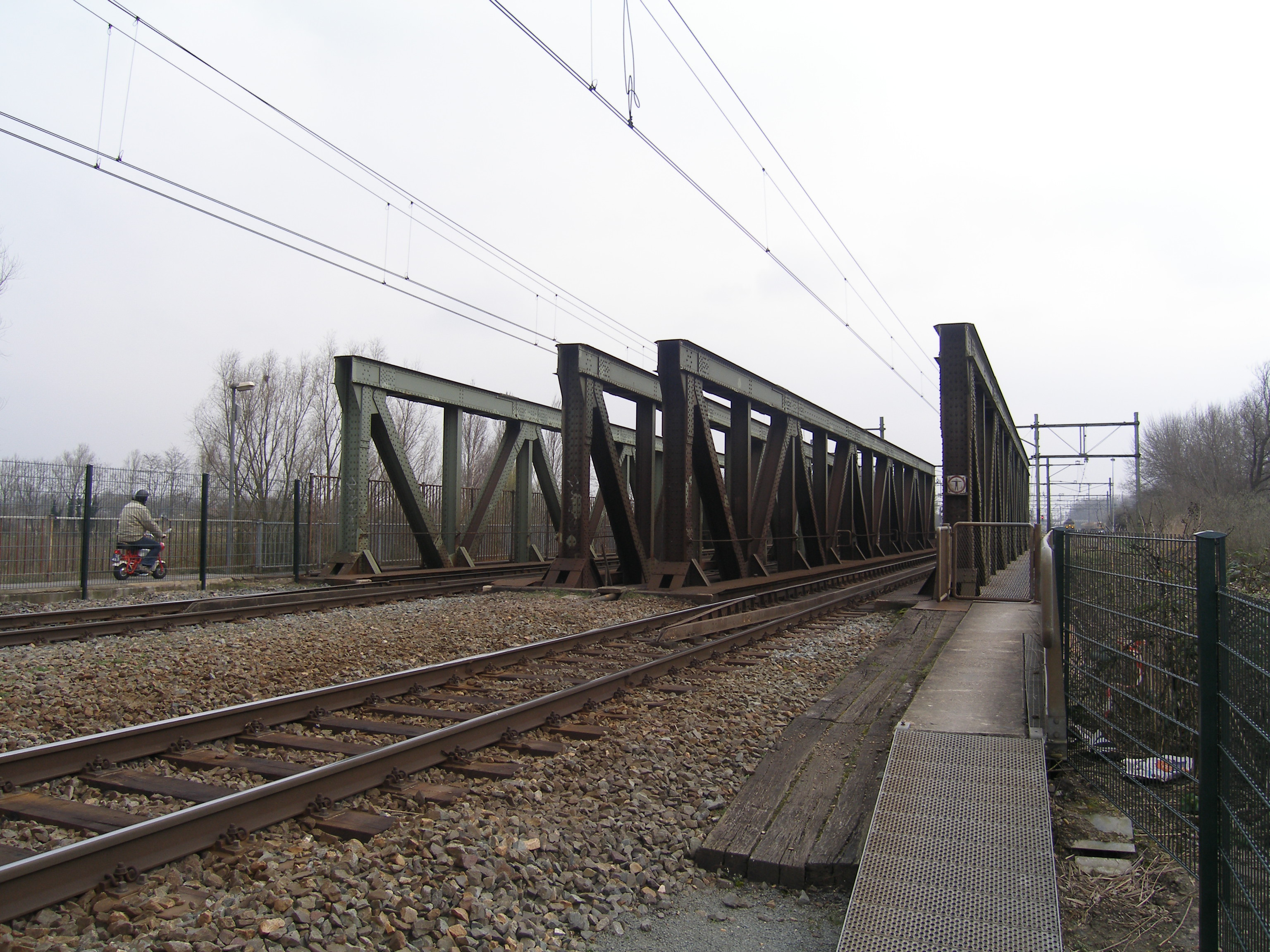
de oude brug over de Linge (Vervangen zomer 2010)
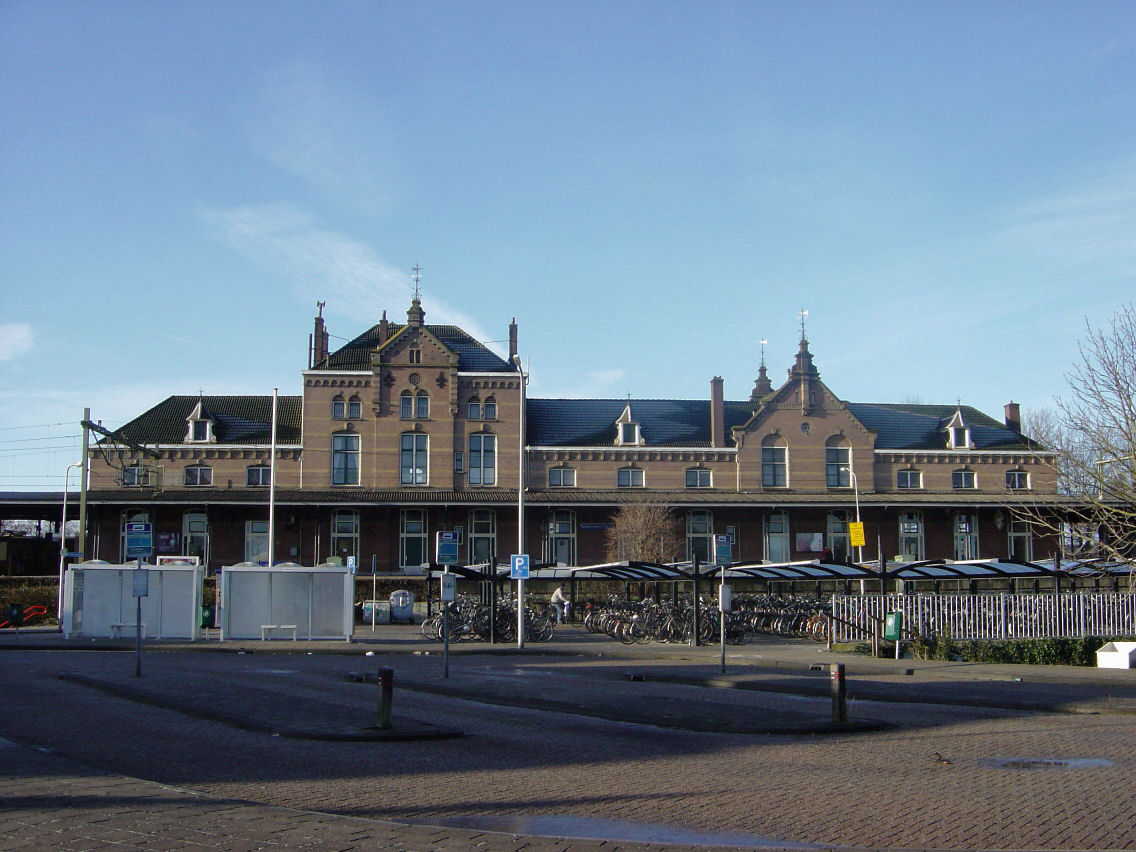
Station Geldermalsen
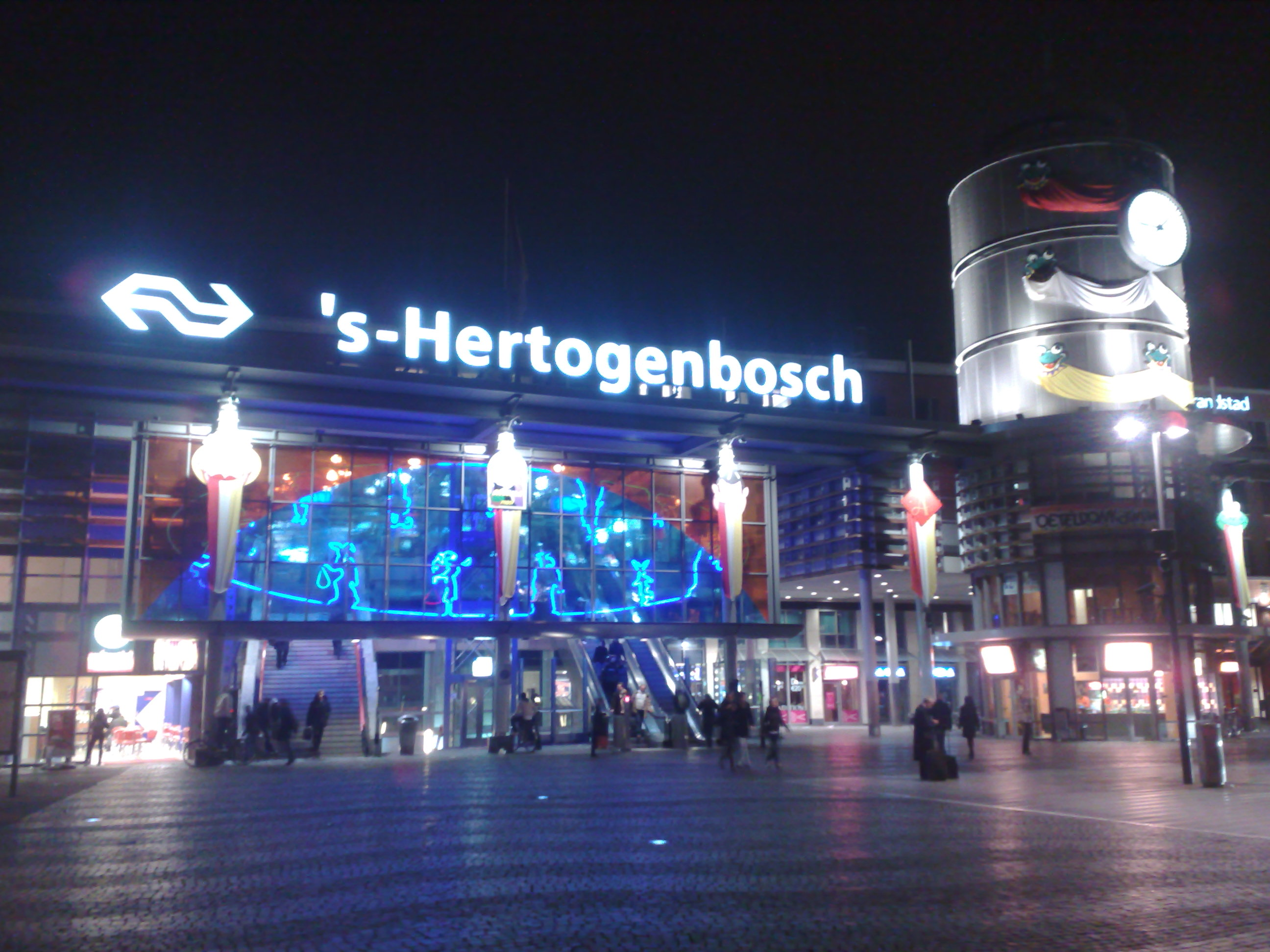
Station 's-Hertogenbosch
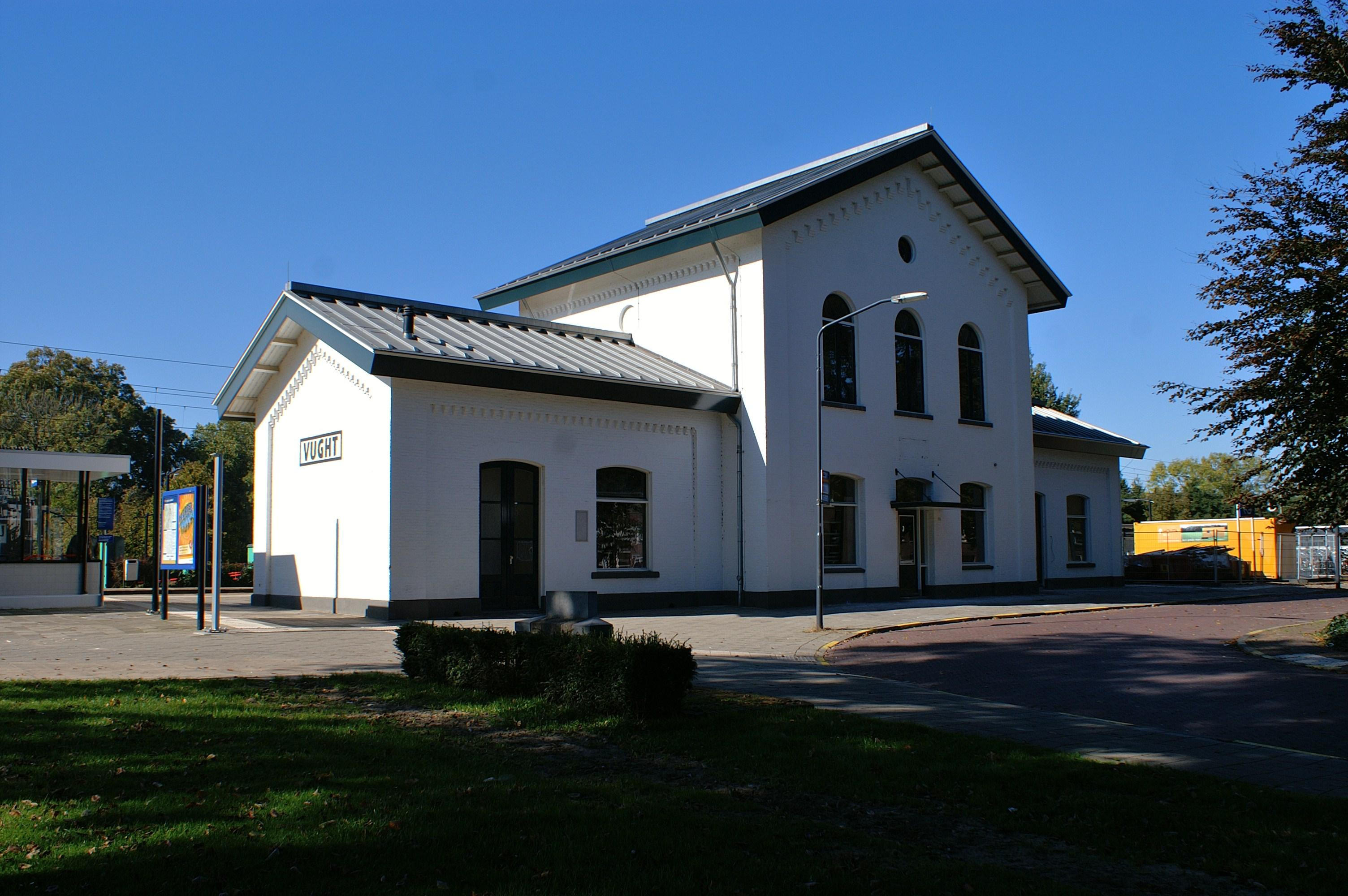
Station Vught
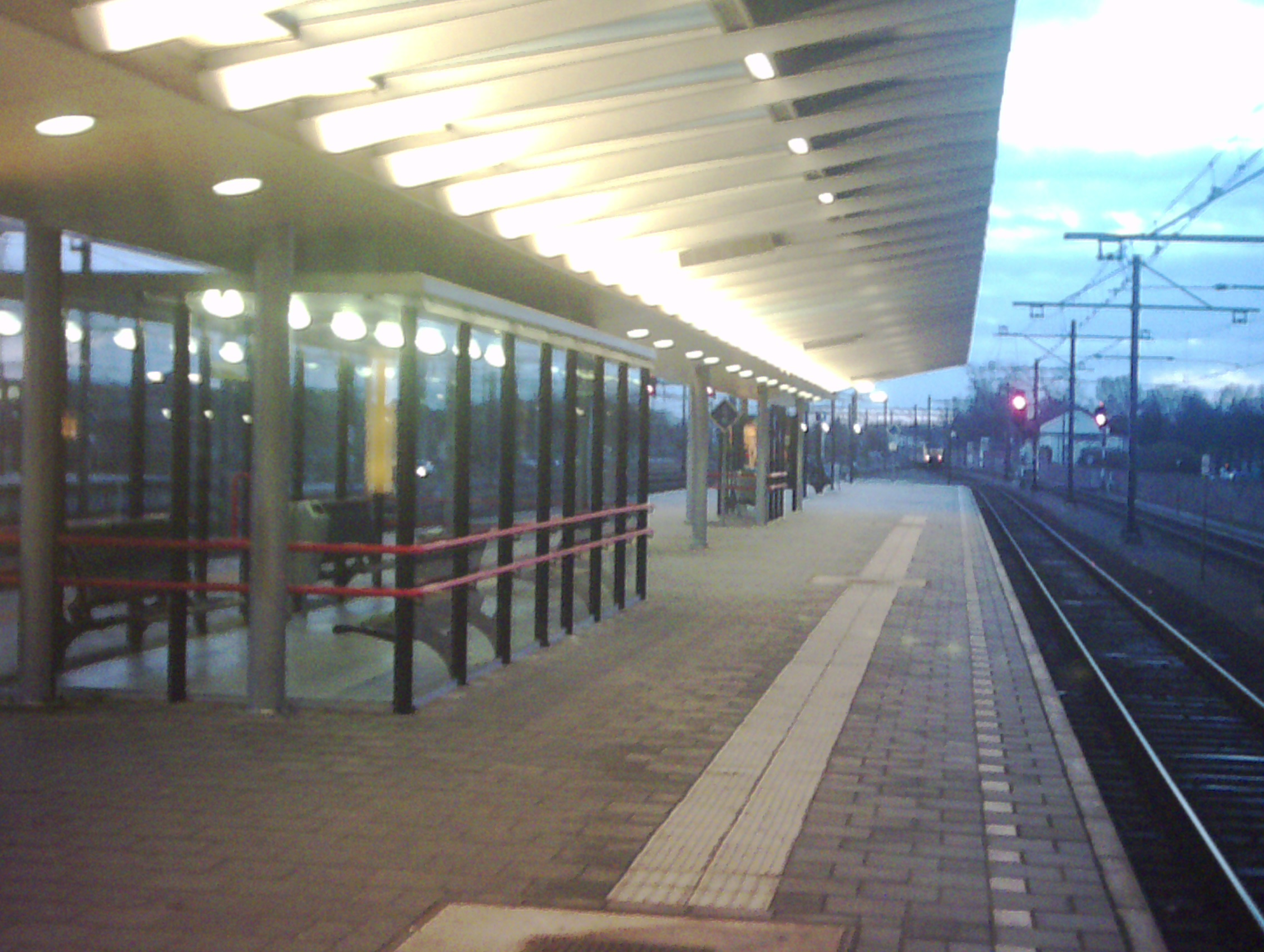
Station Boxtel